# Bălășina
Der Gebirgsbach Bălășina ist ein linker Nebenfluss des Raul Cisla im Kreis Maramureș im Maramuresch-Gebirge in Rumänien.

## Verlauf
Der Bach entspringt an der Südflanke des 1853 m höhen Jupania in etwa 1450 m Höhe. Die Mündung liegt in  Băile Borșa (ehem. deutsch Pfefferfeld), auf 950 m Höhe.

## Ökologie
Das in den meisten Nebenflüssen der Donau und deren Zuflüssen nachweisbare Donauneunauge ist im Raul Cisla und Bălășina ausgestorben.
Wasser aus dem Bach wird zur Trinkwasserversorgung eines Teils der Stadt Borșa verwendet.
1947 und 1956 wurden im Maramuresch-Gebirge und Rodnaer Gebirge in Höhenlagen zwischen  600 und 1500 m 17 Arten von Weberknechten an besonnten Kalkhängen im Naturschutzgebiet Pietrosul Mare, in Țibău sowie dem Eizugsgebiet des Balaşina nachgewiesen. Bei einer erneuen genauen Untersuchung im Jahr 2008 wurden im Untersuchugnsgebiet nur noch neun Arten aufgefunden, davon sieben nicht zuvor nachgewiesene. Am Balaşina konnte keine der ehemals gefundenen Arten (Trogulus tricarinatus, Paroligolophus agrestis und Ziegelrückenkanker) mehr nachgewiesen werden.